# Shukuba

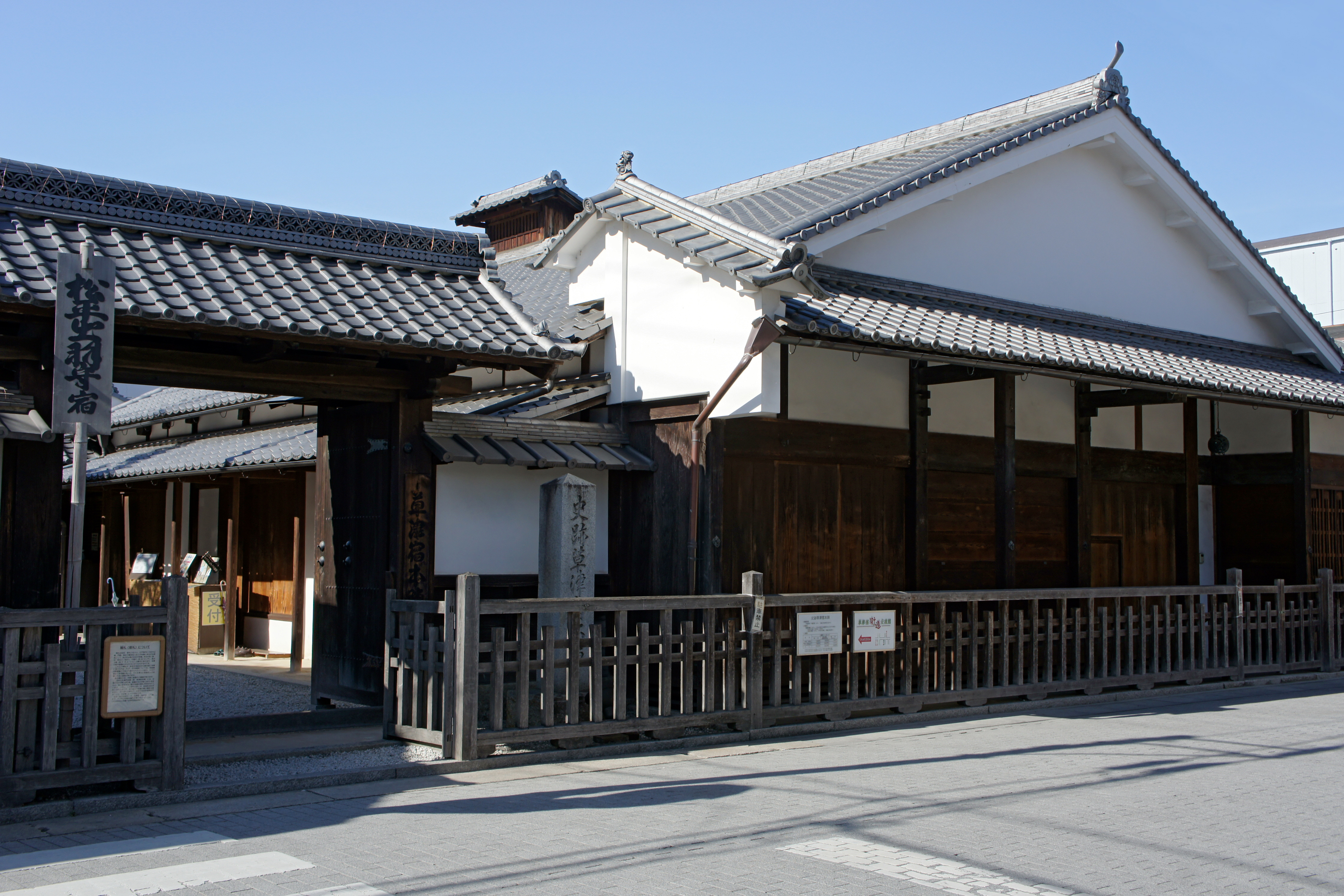
Le honjin de Kusatsu-juku, sur la route Nakasendō.

Les shukuba (宿場), ou  shukueki (宿駅), étaient des stations, ou relais, disposées sur l'une des Cinq Routes du Japon de l'époque d'Edo, ou sur l'une des routes secondaires de ce réseau.
Les voyageurs pouvaient s'y reposer au cours de leur voyage à travers le pays. Elles furent créées pour les besoins d'un transport de marchandises à dos de cheval, selon des orientations mises au point pendant les périodes Nara et Heian.